# 퓌슈푀클러다니

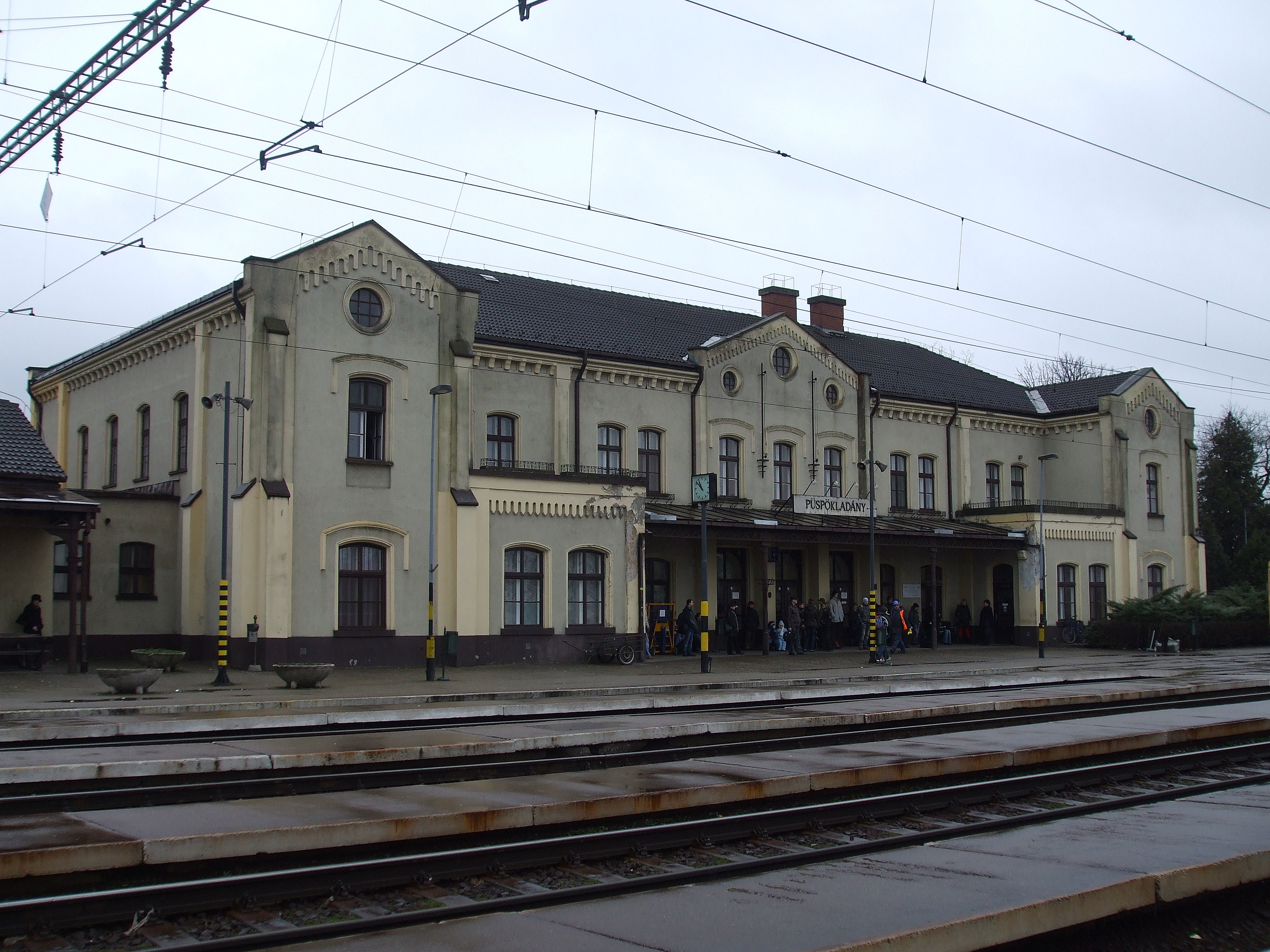
퓌슈푀클러다니

퓌슈푀클러다니(헝가리어: Püspökladány)는 헝가리 허이두비허르 주에 위치한 도시로 면적은 186.95km2, 인구는 16,126명(2001년 기준), 인구 밀도는 85.79명/km2이다. 데브레첸 남서쪽에 위치하며 부다페스트와 자호니를 연결하는 헝가리 고속도로 4호선이 지나간다.